# Modic-Klassifikation
Die Modic-Klassifikation ist eine radiologische Klassifikation von Veränderungen im Bereich der Wirbelkörper, und zwar von Knochenmarksveränderungen angrenzend an die Deck- und Bodenplatten (Osteochondrose). Diese wurden 1988 durch Michael T. Modic, Professor für Radiologie und Neurologie an der Case Western Reserve University in Cleveland, in einer Ausgabe der Fachzeitschrift Radiology beschrieben. Die Klassifikation trägt seither seinen Namen.

## Klassifikation
- Typ I: Knochenmarködem, hypointens in T1, hyperintens in T2
- Typ II: Ersatz von blutbildendem Knochenmark durch Fettmark, hyperintens in T1, iso- oder leicht hyperintens in T2
- Typ III: Sklerosierungen, hypointens in T1, hypointens in T2